# Virgilia oroboides
Virgilia oroboides är en ärtväxtart som först beskrevs av Peter Jonas Bergius, och fick sitt nu gällande namn av Terence Macleane Salter. Virgilia oroboides ingår i släktet Virgilia och familjen ärtväxter.

## Underarter
Arten delas in i följande underarter:
- V. o. ferruginea
- V. o. oroboides

## Bildgalleri

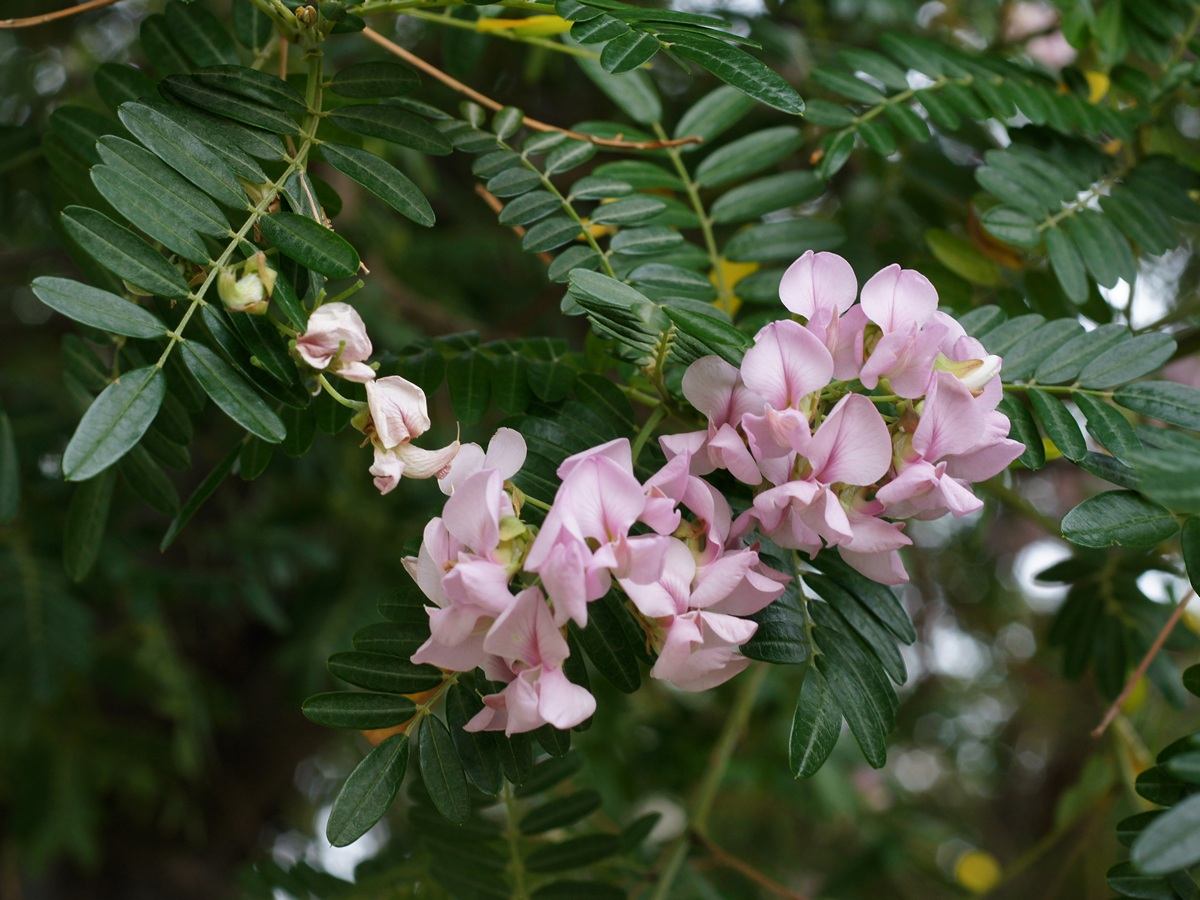